# Christian Wolff
Christian von Wolff, también conocido como Christian Freiherr von Wolff (Breslau, Silesia, 24 de enero de 1679-Halle, 9 de abril de 1754), fue un filósofo alemán que tuvo una destacada influencia en los presupuestos racionalistas de Kant. 

## Biografía y obra
Hijo de un artesano, estudió teología luterana y filosofía en Breslau. Desde 1699 cursó estudios de física y matemáticas en Jena. En 1702 se trasladó a Leipzig, donde se doctoró en filosofía (1703) con la tesis Philosophia practica universalis mathematica methodo conscripta. Obtuvo la cátedra de matemáticas en la Universidad de Halle (1706), por recomendación de Leibniz. Su pensamiento y su lección Oratio de Sinarum philosophica practica (1721), sobre la filosofía de los chinos, motivó que diversos profesores de Teología y pietistas le acusaran, entre otras cosas, de ateo, por lo que fue destituido (1723) por orden de Federico Guillermo I de Prusia, quien temía que las ideas expuestas por Wolff sirvieran de excusa a los soldados para desertar. La acusación de ateísmo era infundada; en su obra posterior Theologia naturalis (2 vol., Leipzig 1736-37), defiende la idea de un ser necesario, creador y providente, y concibe a Dios como un ser perfectísimo y realísimo. Sin embargo, no deja de ser significativo que su pensamiento diera ocasión para aquella acusación y que teólogos protestantes vieran pronto en su racionalismo una tendencia a deformar y mal interpretar la religión y el cristianismo. 
Desterrado de Prusia y prohibidas sus obras en 1723, fue acogido por el landgrave de Hesse-Kassel y enseñó hasta 1740 en la Universidad de Marburgo, uno de los principales centros intelectuales del protestantismo. Llamado en 1740 por Federico II de Prusia, volvió a Halle, de cuya Universidad fue nombrado canciller en 1743. Dos años más tarde obtuvo el título de barón. Wolff permaneció en Halle hasta su muerte. Su abundante obra (entre 1703 y 1753 publicó 67 títulos en 23 vol.), en alemán y latín, está siendo nuevamente editada, desde 1962, por H. W. Arndt y J.F. Cole respectivamente, bajo los títulos: Gesammelte deutsche Schriften y Gesammelte lateinische Schriften.

## Pensamiento
El trabajo fundamental de Wolff fue la divulgación e interpretación de la filosofía de Leibniz, aunque se aparte de la idea de la mónada y sustituya la armonía preestablecida por la teoría de Spinoza de la correspondencia entre orden del pensamiento y de la realidad. Las controversias entre católicos y protestantes, por un lado, y por otro, sobre todo, Leibniz y Descartes le inspiraron su método filosófico; es decir, quería que fuese el mismo que el de las matemáticas. Con ello queda Wolff inscrito en el más agudo racionalismo; bienintencionado y poco original, con poderosa capacidad de sistematización, se limitó a difundirlo en sus clases y manuales, con más profundidad que el llamado movimiento de la Ilustración en el siglo XVIII. 
En el prólogo a la segunda edición de la Crítica de la razón pura (1787), Kant considera a Wolff «el mayor de todos los filósofos dogmáticos». Ciertamente, Wolff convirtió el disperso racionalismo leibniziano en un racionalismo sistemático-dogmático. En sus Pensamientos racionales sobre Dios, el mundo y el alma de los hombres, y sobre todas las cosas en general (Leipzig 1719) intenta armonizar la metafísica con la fe cristiana, pero cosificando y simplificando conceptos, por lo que fue objeto de la crítica de Kant. Es de notar que Kant conoció la filosofía y metafísica más a través de Leibniz y Wolff, entonces predominantes en la enseñanza alemana, que a través de los filósofos más realistas (como Tomás de Aquino). Wolff pensaba que en su obra recogía lo que denominaba «filosofía perenne», cuando en realidad se apartaba de ella, de la filosofía realista del ser, para volcarse en un racionalismo que Kant tenía bastante razón en criticar. 
Pretendía Wolff una certeza racional absoluta, para lo cual trataba de reducir a racional y necesario lo irracional y contingente, y suprimir límites entre los principios de razón suficiente y contradicción. Con ello abría paso al idealismo y al monismo consiguiente; y así, autores posteriores, inspirados en la línea Spinoza, Leibniz, Wolff, incidirían en el siglo XIX en un declarado idealismo, que se resuelve en panteísmo o en materialismo.
Schopenhauer, en su obra Parerga y paralipómena, al criticar a Fichte, Schelling y Hegel, dice de Wolff:

¡Qué hombre tan digno es, sin embargo, en comparación con ellos, Christian Wolf, tan poco estimado por esos tres sofistas, que hasta llegan a burlarse de él! Él tenía y daba pensamientos de verdad; ellos, en cambio, meras palabras y frases con la intención de engañar.

Su moral es igualmente racionalista. En Ius naturae (8 vol., Leipzig 1740-48) desarrolla su teoría del Derecho natural, en la línea racionalista de Pufendorf y entronca también con el iusnaturalismo. Establece la correlación entre derecho y deber. Considera que el hombre tiene deberes hacia sí mismo, hacia la sociedad y hacia Dios. Uno de los principales deberes del hombre es perfeccionarse y conseguir la felicidad. Del mismo modo, también debe el hombre promover la perfección y la felicidad de sus semejantes. Pero en todo ello, su racionalismo no le permite comprender bien las relaciones y diferencias entre entendimiento y voluntad, entre libertad y responsabilidad, entre esencia y acto de ser. Su idea del Estado paternalista influyó en el despotismo ilustrado. También se advierte la huella de Wolff en El contrato social (1762) de Rousseau. 
De trascendencia para la lengua alemana fue el uso científico que de ella hizo Wolff, contribuyendo a fijar la terminología filosófica germánica. El que Wolff llamase «filosofía perenne» a su pensamiento contribuyó a que, engañados por ese nombre, muchos neoescolásticos del siglo XIX se dejasen influir por él, lastrando en parte el realismo más propio de la tradición escolástica, y llevándoles a ciertas polémicas especulativas poco útiles, que comenzaron a superarse en el siglo XX. A Wolff se debe, p. ej. (con sus obras Psychologia empirica, Leipzig 1732 y Psichologia rationalis, ib. 1734 ), el que haya perdurado por mucho tiempo el equívoco nombre de «Psicología racional» como distinta de la «empírica», para lo que debe llamarse más bien «Psicología filosófica», que es también, y no puede dejar de serlo, empírica.

## Obras de Wolff

### Obras en latín
- Philosophia practica universalis, mathematica methodo conscripta. 1703.
- Dissertationes pro loco. 1703.
- Aërometriae elementa, in quibus aliquot aëris vires ac propietates juxta methodum geometrarum demonstrantur (1708) «Elementos de aerometría, en los que algunas fuerzas y propiedades del aire son demostradas conforme al método de los geómetras».
- Elementa matheseos universae, IV vols. 1713-1715. (= Edición latina de la obra alemana de 1710.)
- Lexicon mathematicum. 1716.
- De differentia nexus rerum sapientis et fatalis necessitatis, 1724.
- Oratio de Sinarum philosophia practica. In Solemni Panegyri Recitata. 1726. (1721).
- Philosophia rationalis sive Logica. Methodo scientifica pertractata. 1728. Acompañada del Discursus praeliminaris de philosophia in genere.
- Tabulae sinuum atque tangentium tam naturalium quam artificialium. Fráncfort del Meno: Renger. 1728. OCLC 174284704.
- De differentia intellectus systematici et non systematici. Marburgo, 1729.
- «De hypothesibus philosophicis», en Horae Subsecivae Marburgenses, trim. vern. 1729.
- Philosophia prima sive ontologia methodo scientifica pertractata, qua omnis cognitionis humanae principia continentur. Fráncfort del Meno & Leipzig: Renger. 1730. «Filosofía primera u ontología tratada por el método científico, en la que se contienen los principios de toda cognición humana».
- Cosmologia generalis. 1731.
- Psychologia empirica. 1732.
- Psychologia rationalis. 1734.
- Theologia naturalis. II vols. 1736-1737.
- Philosophia practica universalis. II vols. 1738-1739.
- Ius naturae methodo scientifica pertractatum. VIII vols. 1740-1748.
- Compendium elementorum matheseos universae, 1742.
- Ius gentium methodo scientifica pertractatum. 1749.
- Institutiones iuris naturae et gentium. 1750.
- Philosophia moralis sive ethica. V vols. 1750-1753.
- Oeconomica. II vols. 1754-1755.

### Obras en alemán
- Anfangs-Gründe Aller Mathematischen Wissenschafften, 1710
- Vernünfftige Gedancken von den Kräfften des menschlichen Verstandes und ihrem richtigen Gebrauche in Erkäntnis der Wahrheit, 1713. («Lógica alemana»).
- Vernünftige Gedanken von Gott, der Welt und der Seele des Menschen, auch allen Dingen überhaupt, 1720. («Metafísica alemana»).
- Vernünftige Gedanken von der Menschen Thun und Lassen. 1720. («Ética alemana»).
- Vernünftige Gedanken von dem gesellschaftlichen Leben der Menschen, 1721. («Política alemana».)
- Allerlei nützliche Versuche, dadurch zu genauer Erkenntnis der Natur und Kunst der Weg gebähnet wird. 4 partes. 1721-1723. («Física experimental»).
- Vernünftige Gedanken von den Wirkungen der Natur. 1723. («Física alemana»)
- Vernünftige Gedanken von den Absichten der natürlichen Dinge. 1724. («Teleología alemana»).
- Vernünftige Gedanken von dem Gebräuche der Theile in Menschen, Thieren und Pflanzen. 1725. («Fisiología alemana»).
- Ausführliche Nachricht von seinen eigenen Schriften. 1726.
- Experimenta physica oder allerhand nüzliche Versuche, dadurch zu genauer Erkenntniß der Natur und Kunst der Weg gebahnet wird, 1727.
- Entdeckung der wahren Ursache von der Wunderbahren Vermehrung des Getreydes, 1725.
- Grundsätze des Natur- und Völckerrechts, 1754.

### Obras póstumas
- Briefe von Christian Wolff aus den Jahren 1719–1753, San Petersburgo, 1860.
- Briefwechsel zwischen Leibniz und Christian Wolf, Halle, 1860.

### Ediciones modernas
- Gesammelte Werke, edic. de J. École et al., Olms, Hildesheim et al., 1962ss.
- Rede über die praktische Philosophie der Chinesen. Trad. y edición bilingüe de Michael Albrecht. Meiner, Hamburgo 1985, ISBN 978-3-7873-0795-1
- Erste Philosophie oder Ontologie (§§ 1–78). Philosophia Prima sive Ontologia. Edic. bilingüe; trad. y edición de Dirk Effertz. Meiner, Hamburgo, 2005, ISBN 978-3-7873-1720-2
- Einleitende Abhandlung über Philosophie im allgemeinen (Discursus praeliminaris), trad. al alemán y edición de Günter Gawlick y Lothar Kreimendahl, Frommann-Holzboog, Stuttgart, 2006.

### Ediciones en español
- Pensamientos racionales acerca de Dios, el mundo y el alma del hombre, así como sobre todas las cosas en general (Metafísica Alemana) (1719; 4.ª edic. 1729). Hay trad. en español: edición de A. González Ruiz, Madrid, Akal, 2000. (ISBN 84-460-0965-X)

## Eponimia
- Una montaña de la Luna, el Mons Wolff, lleva este nombre en su memoria.[4]